# Michele Rocca (pittore)
Michele Rocca noto come il Michele da Parma o Parmigianino il Giovane (Parma, 1671 – 1751 circa) è stato un pittore italiano.
Nato a Parma, fu un esponente del barocco italiano, appartenne alla bottega di Pietro da Cortona e attivo principalmente a Roma.
La data della morte è incerta, probabilmente nel 1751.

## Opere
- Angelica e Medoro - Conservata presso Wallraf-Richartz Museum di Colonia
- Angelica e Medoro - Museo civico di Prato
- Angelica e Medoro - Conservato al Walters Art Museum di Baltimora
- Annunciazione - Parma, Collezione privata
- Apollo indica il tempio della Fama ad un artista - Londra, Hazlitt Gallery
- Baccanale - Ospedaletti
- Battesimo di Cristo - Londra, Collezione McCrindle
- Bocca della Verità - Roma, Collezione privata
- Cacciata di Adamo ed Eva dal Paradiso terrestre - conservato presso Wadsworth Atheneum di Hartford
- Clemenza di Scipione - Roma, Mercato Antiquario
- Cristo benedice i fanciulli - New York, Collezione Ganz
- Crocifissione di san Pietro - Galleria Pallavicini di Roma
- David e Bethsabea - Londra, Galleria Colnaghi
- David e Bethsabea - conservata presso Gemäldegalerie Alte Meister di Kassel
- David osserva Bethsabea dalla terrazza del palazzo - Collezione privata
- Diana al bagno con le ninfe - Roma, Collezione privata
- Diana e Endimione - Torino, Collezione privata
- Diana e Endimione - Roma
- Flagellazione di Cristo - Bologna
- Giacobbe e Rachele al pozzo - Londra, Hazlitt Gallery
- Giuditta e Oloferne
- Giudizio di Salomone
- Il giudizio di Paride - Museo d'Arte di San Paolo del Brasile
- Lapidazione di santo Stefano - Roma, Collezione Lemme
- Lot e le figlie - Collezione privata
- Moltiplicazione dei pani e dei pesci - Galleria Pallavicini di Roma
- Morte di San Gregorio Magno - Conservato al Walters Art Museum di Baltimora
- Narciso alla fonte - Torino, Collezione privata
- Narciso alla fonte - Londra, Galleria Colnaghi
- Nascita di Adone - Museo Civico Castello Ursino a Catania
- Natività con angeli - databile al 1525 - Conservato nella Galleria Doria Pamphilj di Roma
- Natività di Venere - 1720 - 1730 -  Museo Civico Castello Ursino a Catania
- Ninfe che raccolgono coralli - conservato presso il Museo civico di Prato
- Ninfe che raccolgono fiori - conservato presso il Museo civico di Prato
- Ninfe che raccolgono perle - conservato presso il Museo civico di Prato
- Offerte a Venere - Salsomaggiore Terme, Collezione privata
- Polifemo e Galatea - Reggio Emilia, Collezione privata
- Psiche scopre Amore - Londra
- Putti - Roma, Collezione privata
- Putti che giocano con bolle di sapone; putti con frullini - New York, Collezione Ganz
- Putti con fiori e frutta - Collezione privata
- Ratto di Europa
- Resurrezione di Lazzaro - Roma
- Rinaldo e Armida - Conservato al Walters Art Museum di Baltimora
- Riposo nella fuga in Egitto - Londra, Colnaghi
- San Francesco d'Assisi riceve le stimmate - Collezione Lemme
- San Gregorio Magno intercede per le anime del Purgatorio - Conservato al Walters Art Museum di Baltimora
- San Sebastiano curato dalle pie donne - Collezione Lemme
- San Sebastiano soccorso dalle Pie donne - Conservato alla Pinacoteca Rambaldi di Coldirodi
- Santa Barbara con San Giuliano confessore, San Quirico martire e la Santissima Trinità - Pala firmata conservata nella chiesa di Santa Maria Assunta a Barbarano Romano, eseguita tra il 1698 e il 1704[1].
- Santa Caterina d'Alessandria - Conservato nella Pinacoteca di Jesi
- Santa Cecilia - databile nel periodo 1695 - 1727 - Conservato nella Galleria dell'Accademia nazionale di San Luca
- Santa Cecilia - conservato presso la Collezione Noceto di Parma
- Santa Maria Maddalena - Conservato al Walters Art Museum di Baltimora
- Santa Maria Maddalena penitente e angeli - databile nel periodo 1695 - 1724 - Conservato nella chiesa di Santa Maria Maddalena di Roma
- Satiretti - Roma, Collezione privata
- Satiro, ninfe e putti - Firenze, Procura della Repubblica
- Sogno di Giuseppe: il sole, la luna e undici stelle rendono omaggio a Giuseppe
- Toeletta di Venere - Museo d'Arte di San Paolo del Brasile
- Ultima Cena - Roma
- Venere e Adone - Roma, Collezione privata
- Venere e la rosa - Mercato antiquario di Milano